# János Pilinszky
János Pilinszky (Budapest, 27 de novembre de 1921 - Budapest, 27 de maig de 1981) fou un poeta hongarès.

## Biografia
Nascut al si d’una família d’intel·lectuals catòlics, va quedar orfe de pare als setze anys, havent rebut una educació molt severa. Estudià a Budapest, al liceu dels escolapis. El 1939 va començar estudis de Dret, i al cap de mig any se'n va passar a Filologia, per estudiar literatura italiana i hongaresa. El 1944 s'incorporà al servei militar, i la devastació i la brutalitat que va haver de presenciar durant la guerra va marcar definitivament la direcció de la seva poesia. En tornar a casa, participà en la dinàmica vida literària del moment, i el seu primer llibre publicat, Trapezi i paral·leles (1946), va ser excepcionalment ben acollit per la crítica. Malgrat això, a partir del 1948, marginat i sense feina, quasi emmudeix, per bé que, dels pocs poemes escrits en aquest període, «Apòcrif», del 1954, seria considerat per l’autor mateix com el més important de tots els seus. El seu primer matrimoni, contret aquest mateix any, va durar molt poc.
El 1957 començà a col·laborar al setmanari catòlic Új Ember (Home nou), on publicà breus proses de caràcter divers, des de meditacions a crítiques cinematogràfiques. La seva poesia segueix aleshores una línia descendent quant al nombre i l'extensió dels poemes, i arriba al poema d’una sola ratlla, a un pas del silenci. En aquesta època viatja a Anglaterra i a França, s'interessa especialment pels surrealistes francesos, per Dostoievski, i el 1963 experimenta el que per a ell va ser un gran encontre amb el món de les idees de Simone Weil.
El 1971 apareix la segona edició d’Icones de gran ciutat, i li és atorgat el premi Attila József, fets que assenyalen que la vida literària del país s'havia fet més oberta. Amb aquests estímuls i l'esclatant alliberament de la seva vida emocional, enamorat de la suïssa Jutta Schärer, la seva expressió abandona gairebé totalment les formes lligades, preestablertes, i, en expressió seva, intenta «escriure amb una mà molt lleugera» i sortir de «l’atzucac mallarmeà».
Després d’un cert període malaltís i depressiu, li arriba un nou abrandament: el 1978 s'enamora d’una música francesa, Ingrid Ficheux, i es casa amb ella el 1980. Morí l’any següent d’un atac al cor.

## Obres

### Poesia
- Halak a hálóban (Peix a la xarxa), 1942.
- Trapéz és korlát (Trapezi i paral·leles), 1946.
- Harmadnapon (Al tercer dia), 1959.
- Nagyvárosi ikonok (Icones de gran ciutat), 1970.
- Szálkák (Estelles), 1972.
- Végkifejlet (Desenllaç), 1974.
- A nap születése (El dia del naixement), 1974.
- Tér és kapcsolat (Antecedents i contactes), 1975.
- Kráter (Cràter), 1976.

### Assaig
- Beszélgetések Sheryl Suttonnal (Conversacions amb Sheryl Sutton), 1977.

## Obres traduïdes al català
- Estelles, traducció de Balázs Déri. Edicions 62 (Els Llibres de l’Escorpí. Poesia), Barcelona 1988.